# Река (приток Сана)
Река (укр. Ріка) (другое название — Боберка) — река в Самборском районе Львовской области Украины. Правый приток реки Сан (бассейн Вислы).
Длина реки 19 км, площадь бассейна 38,2 км². Типично горная река. Долина сравнительно узкая и глубокая. Пойма в основном односторонняя. Русло слабоизвилистое, с каменистым дном и многочисленными перекатами. Характерны паводки после сильных дождей и во время оттепели.
Река берёт начало на северо-восточных склонах Санского хребта, южнее села Шандровец. Течёт сначала на северо-восток, далее — на северо-запад, в приустьевой части — на запад. Впадает в Сан западнее села Боберка. Устье реки расположено на польско-украинской границе.
Течёт по территории регионального ландшафтного парка «Надсянский».